# Victoire à la Pyrrhus

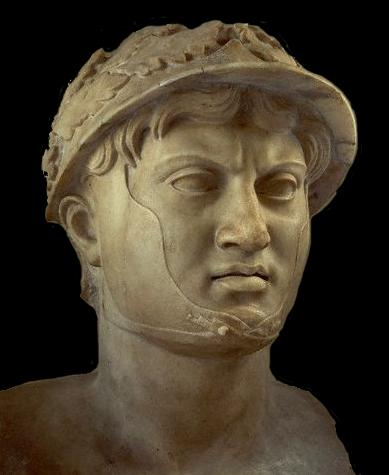
Buste de Pyrrhus, musée archéologique national de Naples.

Une victoire à la Pyrrhus, ou victoire pyrrhique est une victoire obtenue au prix de pertes si lourdes pour le vainqueur qu'elle équivaut quasiment à une défaite. Une telle victoire annule tout sentiment de succès et compromet la situation à long terme du vainqueur.
L'expression est une allusion au roi Pyrrhus d'Épire, dont l'armée a souffert des pertes importantes et irremplaçables en battant les Romains pendant ses guerres en Italie aux batailles d'Héraclée en 280 av. J.-C. et d'Ausculum en 279 av. J.-C.

## Description
Plutarque, qui reprend ici Denys d'Halicarnasse, rapporte les paroles de Pyrrhus après la bataille  d'Ausculum durant lequel il perdit entre 6 000 et 15 000 hommes (ce nombre étant le plus probable) :

« Les armées se séparèrent ; et on raconte que Pyrrhus répondit à quelqu'un qui célébrait sa victoire que encore une victoire comme celle-là et il serait complètement défait. Il avait perdu une grande partie des forces qu'il avait amenées, et presque tous ses amis et principaux commandants ; il n'avait aucun moyen d'avoir de nouvelles recrues (…). Tandis que, comme une fontaine s'écoulant continuellement de la ville, le camp romain se remplissait rapidement et abondamment d'hommes frais, pas du tout abattus par la défaite, mais gagnant dans leur colère une nouvelle force et résolution pour continuer la guerre. »

Au cours des batailles remportée par Pyrrhus, les Romains ont en effet perdu plus d'hommes que lui mais ils pouvaient facilement recruter de nouveaux soldats en Italie ; leurs pertes affectaient donc beaucoup moins leur effort de guerre que celui de Pyrrhus.
La citation : « Si nous devons remporter une autre victoire sur les Romains, nous sommes perdus », bien qu'associée à un contexte militaire, est utilisée en analogie dans d'autres champs d'activité comme l'économie, la politique, la justice, la littérature et le sport pour décrire une lutte similaire, ruineuse pour le vainqueur.

## Exemples historiques

### Guerres anciennes
- Bataille des Thermopyles (480 av. J.-C.)
- Guerre de Pyrrhus en Italie (de 280 à 275 av. J.-C.)
- Bataille de Didao (255)
- Bataille de Guinegatte (1479)
- Bataille de Ravenne (1512)
- Siège de Szigetvár (1566)
- Bataille de Lützen (1632)
- Bataille de Malplaquet (1709)
- Bataille de Zorndorf (1758)
- Bataille de Bunker Hill (1775)
- Bataille d'Eylau (1807)[pertinence contestée]
- Bataille de la Moskova (1812)

### Guerres modernes
- Bataille des îles Santa Cruz (1942)
- Bataille du réservoir de Chosin (1950)
- Bataille de Vukovar (1991)
- Bataille de Soledar (2023)

## Utilisation du terme en politique
Le terme est régulièrement utilisé en politique française, comme lors de l'élection sur le fil de Martine Aubry comme premier secrétaire du Parti socialiste en novembre 2008, la loi organique présentée en 2009 visant à limiter le temps de parole et les amendements, la loi Hadopi ou l'annulation par le Conseil constitutionnel de la loi sur la taxe carbone en 2009.
En avril 2023, le quotidien britannique The Guardian qualifie la promulgation de la Réforme des retraites en France de victoire à la Pyrrhus. Le président Macron a vu sa cote de popularité chuter, une partie de la population ne semble pas décolérer, et certains considèrent que la France est entrée dans une crise démocratique.